# Биберист
Биберист (нем. Biberist) — коммуна в Швейцарии, в кантоне Золотурн. 
Входит в состав округа Вассерамт. Население составляет 7949 человек (на 31 декабря 2007 года). Официальный код — 2513.

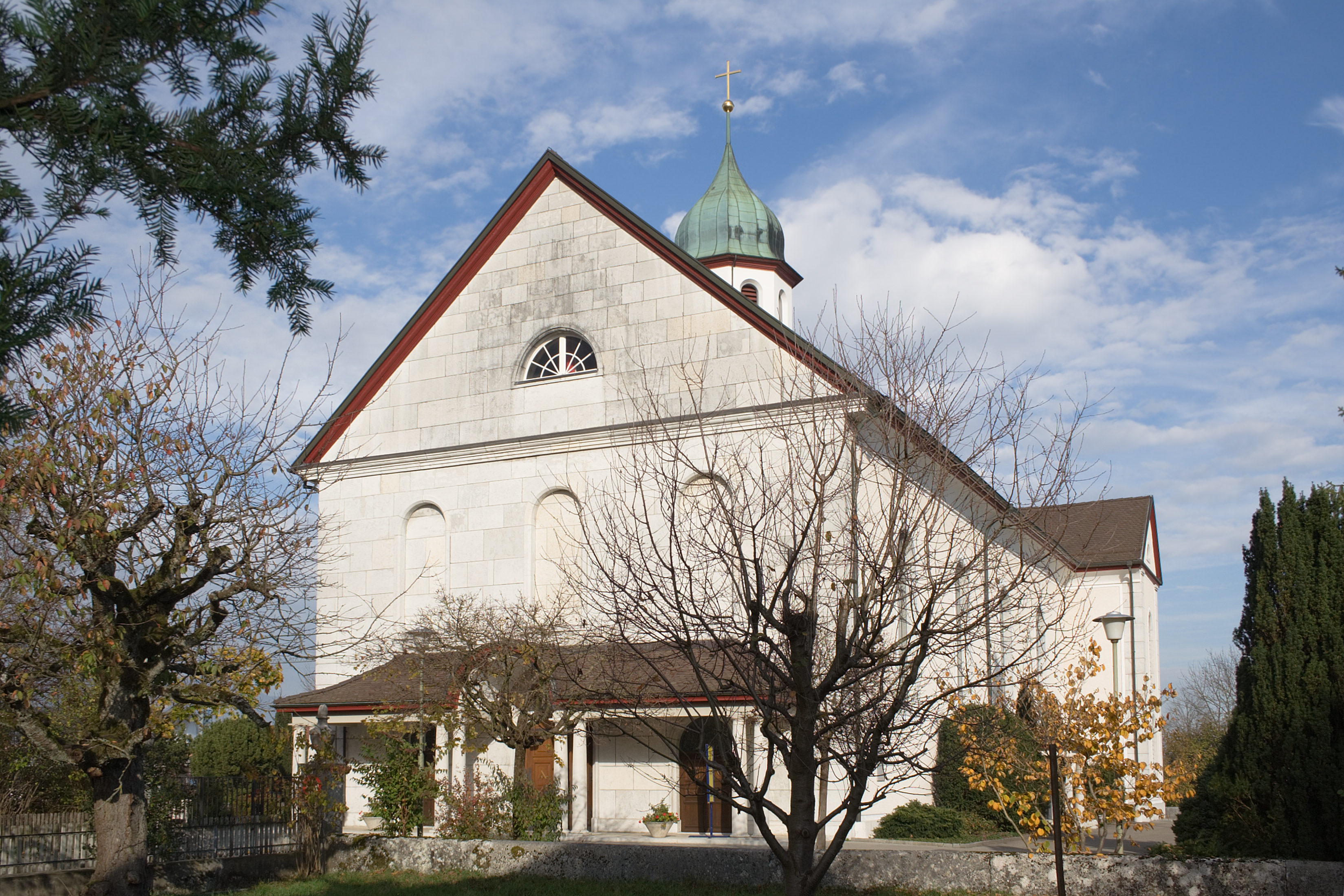
Биберист